# Massimo Boldi
Massimo Antonio Boldi (Luino, 23 luglio 1945) è un attore, comico, produttore cinematografico, cabarettista e musicista italiano, conosciuto anche col soprannome di Cipollino, dal nome di Max Cipollino, uno dei suoi personaggi comici più noti.
Per più di vent'anni ha fatto coppia con l'attore romano Christian De Sica, con cui ha formato uno dei sodalizi di maggior successo del cinema italiano (tranne nel periodo dal 2005 al 2018 per cause di produzione). È inoltre fondatore della casa produttrice Mari Film. Nella sua carriera televisiva ha inoltre vinto 11 Telegatti.

## Biografia
Nasce nel 1945 a Luino, primo dei tre figli di Mario Tranquillo Boldi (originario di Tarcento in provincia di Udine), artigiano pasticciere, e Carla Vitali. Ha due fratelli, Fabio (1949) e Claudio (1955). Nel 1956 si trasferisce con la famiglia a Milano. S'iscrive alle scuole serali e inizia a lavorare prima come vetrinista e poi come venditore porta a porta per la Motta.

### Gli inizi come batterista (1963-1974)
Esordì nello spettacolo come batterista iniziando giovanissimo con il suo amico Renato Vignocchi con il quale formò nel 1963 il gruppo musicale degli "Atlas", formato da tre chitarre e una batteria ma l'anno successivo dovette lasciare il gruppo per problemi familiari; l'amico Renato continuò con un altro batterista, Gianfranco Longo, ed in seguito al nuovo gruppo si aggiunse il cantante Maurizio Arcieri: insieme fondarono poi i New Dada.
Più tardi forma a Varese con il fratello Fabio un gruppo musicale, I Mimitoki, con cui inizia la carriera da batterista; conducendo nelle domeniche pomeridiane il "Club Ciao Amici" al Lido di Gavirate; al gruppo si aggiunsero un duo di giovani, "I Gemelli di Betty Curtis". Fece poi parte de "La pattuglia azzurra", gruppo capitanato da Claudio Lippi, passando poi a Ricky Gianco, a Ricky Maiocchi, ad Al Bano anche con Carmen Villani e infine il batterista dell'orchestra di Gino Paoli alla Bussola di Sergio Bernardini e al Casinò di Levanto, poi nel 1972 entrò nel gruppo come cantante Christian De Sica; Boldi fece il batterista sino al giorno in cui Gianni Bongiovanni all'Intras Derby Club, locale di Milano, su invito di Enzo Jannacci, comincia anche la sua carriera di comico. Come comico ebbe la prima fama con la partecipazione all'edizione di Canzonissima 1974, con Raffaella Carrà e Cochi e Renato.

### Il passaggio alla carriera di attore/cabarettista
La sua carriera artistica come attore comico e cabarettista comincia a metà degli anni settanta, periodo in cui incise alcuni 45 giri e 33 giri collaborando per le musiche con Enzo Jannacci; tra le sue canzoni più note Zan zan le belle rane (incisa anche da Jannacci) e Oh oh oh, scritta da Faust'O. Nel 1968 inizia ad esibirsi al Derby Club, tempio del cabaret, dove inizia ad accompagnare i protagonisti delle serate, i grandi autori e i comici attuali e del futuro nel panorama dello spettacolo italiano. Il locale, nato nel 1959 da un'idea di Gianni Bongiovanni e di sua moglie Angela insieme ad Enrico Intra come tempio del jazz era già diventato, quando fu conosciuto dal giovane Boldi, anche casa del cabaret, detta anche la Cantina del Buonumore della Nouvelle Vague Milanese.
Annoverava tra i suoi artisti nomi come Enzo Jannacci, Cochi e Renato, Giorgio Gaber, Bruno Lauzi, Giorgio Faletti, Umberto Bindi, Gino Paoli, Paolo Villaggio, I Gufi, Walter Valdi, Gianfranco Funari, Felice Andreasi ed Enrico Intra, cofondatore del locale con Bongiovanni. Sotto la guida di Bongiovanni e guidato da Enzo Jannacci e Arturo Corso, Boldi rinacque artisticamente e divenne cabarettista, scoprendo in sé un talento comico. Nel locale l'ormai ex batterista creò personaggi che diventarono presto popolari e che grazie alle sue apparizioni nelle televisioni private locali di quegli anni divennero presto anche di pubblico dominio. Fece coppia con Teo Teocoli sia al Derby Club che in televisione per parecchi anni.

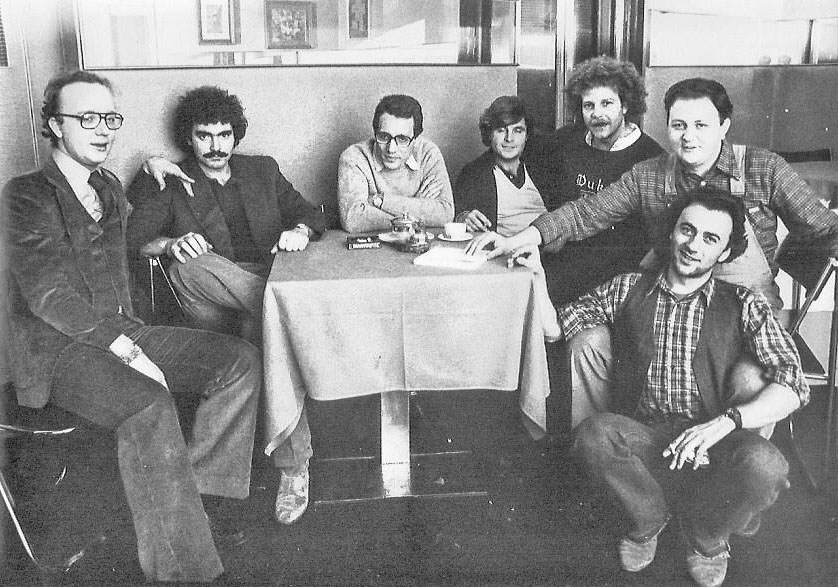
Boldi (secondo da destra) sul finire degli anni settanta, insieme al resto del Gruppo Repellente: Ernst Thole, Diego Abatantuono, Enzo Jannacci, Mauro Di Francesco, Giorgio Porcaro e Giorgio Faletti

Proprio grazie ad una televisione privata di allora, con sede a Legnano, "Antennatre Lombardia", fondata da Renzo Villa ed Enzo Tortora, Massimo Boldi e Teo Teocoli diedero vita con il loro lavoro di coppia a quello che sarebbe stato considerato "l'apripista televisivo" della nuova generazione di comici in televisione dell'epoca: Non lo sapessi ma lo so; autori del programma Zuzzurro e Gaspare con Gino e Michele. Il programma andava in onda tutti i mercoledì sera dalle 20:30 alle 24 per la regia di Beppe Recchia e prendeva il titolo da un tormentone di Boldi, che compariva anche in una canzone scritta dallo stesso con gli amici Enzo Jannacci e Paolo Beldì, Non lo sapessi ma lo so... (Ma se lo sapessi lo dissi...!!!!!!).
Per improvvisazione di Teocoli nacque, proprio in quella trasmissione, il personaggio forse più famoso e amato di Boldi, "Max Cipollino", uno strampalato conduttore di un telegiornale di una piccola tv privata (Teleraccomando). Boldi rispondeva alla regia con il telefono posato sulla scrivania e nella foga spaccava il telefono, appoggiando la cornetta all'apparecchio.
Nella stagione 1988-1989 Antonio Ricci ideò per Canale 5 in onda dopo il vero TG, un telegiornale satirico innovativo in diretta, Striscia la notizia, programma comico dell'emittente televisiva tuttora in onda. L'idea originale è depositata, a nome di Massimo Boldi presso la SIAE di Milano, con il titolo Il Telegiornale Privè con successive modifiche, nell'anno 1977. Boldi parteciperà in seguito a numerosi programmi televisivi sulle principali reti nazionali italiane; fonderà un gruppo diventato poi molto popolare negli anni ottanta, "I Repellenti" che con Enzo Jannacci e con Beppe Viola diedero vita alla fiction televisiva La tappezzeria con Diego Abatantuono, Giorgio Faletti, Giorgio Porcaro, Guido Nicheli, Ernst Thole, Francesco Salvi e Mauro Di Francesco. A Canzonissima su Rai Uno proporrà uno dei suoi personaggi di maggior successo, "Mario Vigorone" per passare poi ad un programma innovativo diretto da Romolo Siena: A tutto gag dove Boldi interpreta il personaggio del Cuoco Toscano, nel tormentone di "Come dite voi a Milano?".

Boldi, Enrico Montesano e Carlo Verdone sul set de I due carabinieri (1984)

### Il successo al cinema e il sodalizio con Christian De Sica (1980)
Dopo alcuni ruoli di partecipazione e di comprimario tra la fine degli anni settanta e gli inizi degli anni ottanta (Movie Rush - La febbre del cinema nel 1976, Il... Belpaese di Luciano Salce nel 1977, Sono fotogenico di Dino Risi nel 1980, Eccezzziunale... veramente di Carlo Vanzina nel 1982, Il ragazzo di campagna di Castellano e Pipolo nel 1984), ha conosciuto il successo rivelandosi come il nuovo comico del cinema italiano dalla metà dello stesso decennio con i dittici di Scuola di ladri (1986, 1987) e Yuppies (1986, 1986), film cult di cui seguì il filone continuato in coppia con Christian De Sica con una serie di commedie natalizie, - i cosiddetti cinepanettoni - prodotti da Luigi ed Aurelio De Laurentiis per la Filmauro.
Nel 1992 Boldi si candidò alle elezioni politiche con il Partito Socialista Italiano nella circoscrizione Como-Sondrio-Varese: in tale occasione ottenne 1.930 voti e non venne eletto (arrivò sesto nella lista del Garofano, che elesse tre deputati, a più di 14.000 voti di distanza dall'ultimo dei candidati vincitori). Questa rimane una breve parentesi, accantonata la quale tornò subito alla recitazione. Ha dichiarato più volte di aver votato, sin dalle elezioni politiche del 1994, Silvio Berlusconi e di essere uno dei suoi migliori amici.
L'unica esperienza di Massimo Boldi in un ruolo drammatico è la sua performance in Festival, film del 1996 di Pupi Avati. In esso interpretava un comico in declino che si ritrova imprevedibilmente in corsa per un premio alla Mostra del cinema di Venezia. Il riferimento è alla storia vera vissuta dal grande Walter Chiari e da Carlo Delle Piane durante la premiazione del "Leone" alla mostra del cinema di Venezia del 1986. Inoltre nel 1998 partecipa da solista al film Cucciolo diretto da Neri Parenti con Claudia Koll e Lunetta Savino.

Boldi con Christian De Sica, Ezio Greggio e Jerry Calà sul set di Yuppies - I giovani di successo (1986)

### Le tante apparizioni in TV
Sempre alla Rai farà inoltre Saltimbanchi si muore, La tappezzeria e Fantastico 8, quest'ultimo condotto da Adriano Celentano.
Sulle reti Mediaset aveva già partecipato a programmi di successo come Drive In, dove interpretò nella prima edizione il suo personaggio "Cipollino" e nelle altre la parodia di Star Trek, divenuto "Bold Trek", poi Risatissima, Grand Hotel, 4 edizioni di Sabato al circo e La strana coppia, oltre ad innumerevoli partecipazioni a programmi televisivi sia Rai sia Mediaset. In particolare in Una rotonda sul mare, di nuovo in coppia con Teo Teocoli darà vita ad una parodia dei racconti di Diabolik: Boldi era nelle gag il ladro, solo apparentemente sciocco, "Diaboldik", mentre Teocoli interpretava un certo "Ispettore Rinko", chiaro gioco di parole sull'ispettore Ginko, nemesi del ladro in calzamaglia nera. Boldi ha inoltre condotto su Canale 5 Striscia la notizia (1996-1997), tre edizioni di Scherzi a parte (1994-2002-2005) e La sai l'ultima? (2008). Inoltre è stato diverse volte ospite di Paolo Bonolis nel programma Ciao Darwin, come capo di alcune categorie in diverse edizioni.

Massimo Boldi a metà degli anni ottanta, nel programma comico Drive In, in compagnia delle cosiddette "ragazze fast food"

### La scomparsa della moglie e la separazione da Christian De Sica (2004)
Nel 2004 la moglie muore dopo una malattia incurabile durata più di dieci anni. Alla base della separazione artistica con De Sica ci fu proprio la fase finale della malattia della moglie, mentre i due stavano girando Natale in India.
Secondo quanto dichiarato a La Repubblica nel dicembre 2006 da De Sica:
(De Sica, alla presentazione del suo Natale a New York, cine-panettone che dovette vedersela nelle sale con il film di Carlo Vanzina Olé interpretato da Massimo Boldi e Vincenzo Salemme)

### I tanti altri progetti sullo schermo
Successivamente alla separazione da De Sica, nel 2006 Boldi ha girato Olé di Carlo Vanzina. Nel 2007 ha fondato la sua casa di produzione, la Mari Film s.r.l. e ha girato Matrimonio alle Bahamas di Claudio Risi, con il ritorno nel cast dei Fichi d'India, Biagio Izzo ed Enzo Salvi, uscito nelle sale il 16 novembre, incassando nel primo week end più di 3.200.000 euro, quindi nel 2008 La fidanzata di papà di Enrico Oldoini, con Simona Ventura che si piazza al primo posto al box office in 3 giorni con 2.850.000 euro. Nel 2010 esce nelle sale A Natale mi sposo di Paolo Costella, con Vincenzo Salemme e Nancy Brilli, che si piazza al primo posto al box office nella prima settimana con 2.680.000 euro, e nel 2011 Matrimonio a Parigi, ancora di Claudio Risi, uscendo per la prima volta a ottobre e ottenendo il primo posto al box office nella prima settimana. Dopo tre anni di assenza, torna al cinema con Ma tu di che segno 6? (2014) di Neri Parenti, con Gigi Proietti, Vincenzo Salemme e Ricky Memphis, Matrimonio al Sud (2015), sempre di Paolo Costella, La coppia dei campioni di Giulio Base, al fianco di Max Tortora, e Un Natale al Sud di Federico Marsicano (2016), Natale da chef (2017) ancora di Neri Parenti.
Per Canale 5 ha interpretato la sua prima fiction, dando vita al personaggio di "gran papà" Lorenzo Fumagalli nella serie televisiva Un ciclone in famiglia, diretta da Carlo Vanzina e con Maurizio Mattioli e Barbara De Rossi tra gli altri. Le prime puntate di Un ciclone in famiglia vennero girate nel 2004, appena 24 giorni dopo la scomparsa della moglie di Boldi; andarono in onda per la prima volta nel gennaio del 2005, ottenendo un grande successo di critica e di pubblico tra i giovani. Ciò portò ad altre quattro serie negli anni successivi. Nel 2009 Boldi torna a lavorare con Mattioli e la De Rossi in Un coccodrillo per amico e nel 2010 con la sola De Rossi in Fratelli Benvenuti, entrambe fiction realizzate ancora per Canale 5, che il 21 dicembre 2012 trasmetterà anche il suo primo tele-panettone Natale a 4 zampe.

### Il ritorno della coppia Boldi-De Sica (2018-presente)

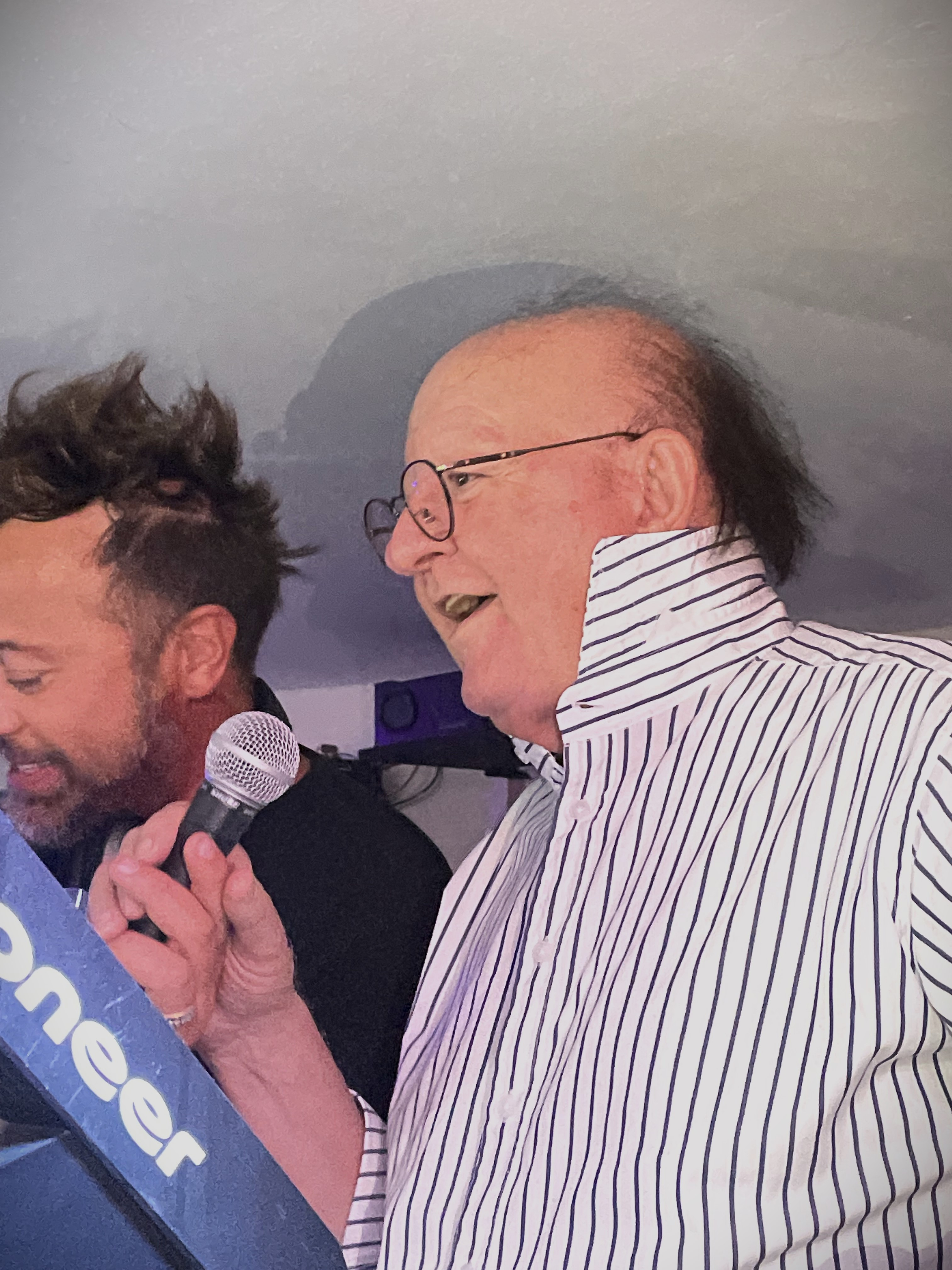
Massimo Boldi nel 2023

Nel 2018, dopo 13 anni di assenza (De Sica e Boldi ricucirono i rapporti all'inizio del 2012), è tornato sul grande schermo assieme a Christian De Sica con un cinepanettone intitolato Amici come prima, le cui riprese sono iniziate a giugno dello stesso anno nei pressi di Milano. Il 21 settembre viene operato urgentemente al cuore dopo una visita che ha sentenziato un pre-infarto con tre arterie completamente chiuse.
Il 13 dicembre 2020 esce In vacanza su Marte, il nuovo film con De Sica. A causa della pandemia di COVID-19, si potrà vedere solo tramite le varie piattaforme streaming. La regia dopo 15 anni ritorna nelle mani di Neri Parenti, storico regista di vari cinepanettoni.
Il 23 aprile 2021 insieme a Christian De Sica e Nancy Brilli forma la squadra dei cinepanettoni nel game show di Rai Uno Top Dieci.
Il 1° gennaio 2025 viene trasmesso su Canale 5 il suo nuovo film per la televisione A Capodanno tutti da me, adattamento dell’omonima commedia teatrale di Toni Fornari, Andrea Maia (anche registi del film), e Vincenzo Sinopoli.

## Vita privata
Negli anni settanta, conobbe Marisa Selo (1947-2004), originaria di Napoli e cugina del pilota automobilistico Michele Alboreto, che diventerà sua moglie il 29 settembre 1973. Dalla loro unione sono nate tre figlie: Micaela (1974), Manuela (1981) e Marta (1990). Diventa nonno nel 2002 di Massimo Federico, figlio di Micaela; nel 2016 arriva la seconda nipote Vittoria Marisa e nel 2019 Leonardo, entrambi figli di Manuela. Dopo la morte della moglie Marisa, avvenuta il 28 aprile 2004 a causa di una malattia incurabile durata più di dieci anni, è stato fidanzato con la collega Loredana De Nardis e con Irene Fornaciari (la quale non è la figlia del cantante Zucchero, ma si tratta solo di omonimia). Nel luglio 2025 in un'intervista racconta degli ansiolitici che prende prima di entrare in scena e del rapporto con l'amico artistico De Sica, e di come vive il rapporto con le donne all'età di 80 anni.
È tifoso del Milan.

## Controversie
Per sua partecipazione in Fantastico 8, edizione condotta da Adriano Celentano nel 1987-1988, Boldi si trovò invischiato in una causa civile promossa da Reteitalia, l'azienda di produzione televisiva del gruppo Fininvest, per non aver rispettato un precedente contratto di esclusiva che lo legava a quest'ultima per altri due anni. Il 26 gennaio 1989 Boldi venne condannato dal tribunale di Roma al pagamento due miliardi e mezzo di lire quale risarcimento del danno subito. La penale fu poi condonata dallo stesso Silvio Berlusconi, presidente di Reteitalia, con l'accordo che Boldi tornasse a lavorare per Fininvest (oggi Mediaset). Nel 1989 Massimo raccontò questa disavventura giudiziaria in una puntata del Maurizio Costanzo show.

## Filmografia

### Cinema
- Due cuori, una cappella, regia di Maurizio Lucidi (1975)
- Di che segno sei?, regia di Sergio Corbucci (1975)
- Sturmtruppen, regia di Salvatore Samperi (1976)
- Movie Rush - La febbre del cinema, regia di Ottavio Fabbri (1976)
- Luna di miele in tre, regia di Carlo Vanzina (1976)
- Come ti rapisco il pupo, regia di Lucio De Caro (1977)
- Tre tigri contro tre tigri, regia di Sergio Corbucci e Steno (1977)
- Il... Belpaese, regia di Luciano Salce (1977)
- Io tigro, tu tigri, egli tigra, primo episodio, regia di Renato Pozzetto (1978)
- Saxofone, regia di Renato Pozzetto (1978)
- Maschio, femmina, fiore, frutto, regia di Ruggero Miti (1979)
- Sono fotogenico, regia di Dino Risi (1980)
- Prestami tua moglie, regia di Giuliano Carnimeo (1980)
- Nessuno è perfetto, regia di Pasquale Festa Campanile (1981)
- L'esercito più pazzo del mondo, regia di Marino Girolami (1981)
- Fracchia la belva umana, regia di Neri Parenti (1981)
- Eccezzziunale... veramente, regia di Carlo Vanzina (1982)
- Sturmtruppen 2 (tutti al fronte), regia di Salvatore Samperi (1982)
- Si ringrazia la regione Puglia per averci fornito i milanesi, regia di Mariano Laurenti (1982)
- Il ragazzo di campagna, regia di Castellano e Pipolo (1984)
- I due carabinieri, regia di Carlo Verdone (1984)
- I pompieri, regia di Neri Parenti (1985)
- Il tenente dei carabinieri, regia di Maurizio Ponzi (1986)
- Yuppies - I giovani di successo, regia di Carlo Vanzina (1986)
- Scuola di ladri, regia di Neri Parenti (1986)
- Grandi magazzini, regia di Castellano e Pipolo (1986)
- Yuppies 2, regia di Enrico Oldoini (1986)[15]
- Missione eroica - I pompieri 2, regia di Giorgio Capitani (1987)
- Scuola di ladri - Parte seconda, regia di Neri Parenti (1987)
- Montecarlo Gran Casinò, regia di Carlo Vanzina (1987)
- Il volatore di Aquiloni, video, regia di Renato Pozzetto (1987)
- Mia moglie è una bestia, regia di Castellano e Pipolo (1988)
- Fratelli d'Italia, regia di Neri Parenti (1989)
- Vacanze di Natale '90, regia di Enrico Oldoini (1990)
- Vacanze di Natale '91, regia di Enrico Oldoini (1991)
- Anni 90, regia di Enrico Oldoini (1992)
- Sognando la California, regia di Carlo Vanzina (1992)
- Anni 90 - Parte II, regia di Enrico Oldoini (1993)
- S.P.Q.R. - 2000 e ½ anni fa, regia di Carlo Vanzina (1994)
- Vacanze di Natale '95, regia di Neri Parenti (1995)
- Festival, regia di Pupi Avati (1996)
- A spasso nel tempo, regia di Carlo Vanzina (1996)
- A spasso nel tempo - L'avventura continua, regia di Carlo Vanzina (1997)
- Cucciolo, regia di Neri Parenti (1998)
- Paparazzi, regia di Neri Parenti (1998)
- Tifosi, regia di Neri Parenti (1999)
- Vacanze di Natale 2000, regia di Carlo Vanzina (1999)
- Body Guards - Guardie del corpo, regia di Neri Parenti (2000)
- Merry Christmas, regia di Neri Parenti (2001)
- Natale sul Nilo, regia di Neri Parenti (2002)[16]
- Natale in India, regia di Neri Parenti (2003)
- Christmas in Love, regia di Neri Parenti (2004)
- Natale a Miami, regia di Neri Parenti (2005)
- Olé, regia di Carlo Vanzina (2006)
- Matrimonio alle Bahamas, regia di Claudio Risi (2007)
- La fidanzata di papà, regia di Enrico Oldoini (2008)
- A Natale mi sposo, regia di Paolo Costella (2010)
- Matrimonio a Parigi, regia di Claudio Risi (2011)
- Ma tu di che segno 6?, regia di Neri Parenti (2014)
- Matrimonio al Sud, regia di Paolo Costella (2015)
- La coppia dei campioni, regia di Giulio Base (2016)
- Un Natale al Sud, regia di Federico Marsicano (2016)
- Natale da chef, regia di Neri Parenti (2017)
- Amici come prima, regia di Christian De Sica e Brando De Sica (2018)
- In vacanza su Marte, regia di Neri Parenti (2020)
- Tic toc, regia di Davide Scovazzo (2023)
- Chi ha rapito Jerry Calà?, regia di Jerry Calà (2023)

### Televisione
- I giochi del diavolo – miniserie TV, 1 puntata (1981)
- Il vigile urbano – serie TV, episodio 1x09 (1989)
- Camera Café – sitcom TV, episodio 2x02 (2005) - guest
- Un ciclone in famiglia – serie TV, 22 episodi (2005-2008)
- Un coccodrillo per amico, regia di Francesca Marra – film TV (2009)
- Non smettere di sognare, regia di Roberto Burchielli – film TV (2009)
- Fratelli Benvenuti – serie TV (2010)
- Natale a 4 zampe, regia di Paolo Costella – film TV (2012)
- 1992 – serie TV, episodio 1x07 (2015) - guest
- Untraditional – serie TV (2016) - guest
- A Capodanno tutti da me, regia di Toni Fornari e Andrea Maia – film TV (2025)

## Programmi televisivi
- Canzonissima 1974 (Programma Nazionale, 1974)
- Così per caso (Rete 2, 1979)
- Saltimbanchi si muore (Rete 2, 1980)
- A tutto gag (Rete 2, 1980)
- Crazy Bus (Rete 2, 1981)
- Tutto compreso (Rete 2, 1981)
- Hello Goggi (Canale 5, 1981)
- Non lo sapessi ma lo so (Antennatre, 1982)
- Drive In (Italia 1, 1983-1988)
- Risatissima (Canale 5, 1985)
- Grand Hotel (Canale 5, 1985-1986)
- Fantastico (Rai 1, 1987-1988)
- Una rotonda sul mare (Canale 5, 1989-1990)
- Sabato al circo (Canale 5, 1989-1991)
- Calciomania (Italia 1, 1990)
- Sapore di mare (Canale 5, 1991)
- La strana coppia (Italia 1, 1992)
- Il grande circo di Rete 4 (Rete 4, 1992)
- Seratissima (Canale 5, 1993)
- Canzoni spericolate (Canale 5, 1993)
- Il Quizzone (Canale 5, 1995)
- Simpaticissima (Rete 4, 1996)
- Striscia la notizia (Canale 5, 1997)
- Tai-Tanic (Rai 2, 1998)
- Zelig (Italia 1, 1999)
- Stupido Hotel (Rai 2, 2003)[17]
- Scherzi a parte (Canale 5, 2002, 2005)
- La sai l'ultima? (Canale 5, 2008)
- Ballando con le stelle (Rai 1, 2013) – concorrente
- Top Dieci (Rai 1, 2021) – concorrente

## Documentari
- Enzo Jannacci - Vengo anch'io, regia di Giorgio Verdelli (2023)

## Discografia

### Album
- 1980 – Scatolette (Dischi Ricordi, SMRL 6273, LP)
- 1985 – Si presenta bene (CGD, 20464, LP) - disco che includeva, come copertina interna, un surreale "gioco dell'oca". Fu stampato anche con copertina diversa ed il titolo "Il gioco dell'oca di Massimo Boldi"

### Singoli
- 1977 – Sei repellente Elisa/Mangiato le mele (Ultima Spiaggia, ZBS 7042, 7")
- 1979 – Tamburino pendulino/Zan zan le belle rane (RCA Italiana, PB 6330, 7")
- 1980 – Scatolette/Ohi Mari' (Dischi Ricordi, SRL 10932, 7")
- 1982 – Scemo/Scemo (strumentale) (Dischi Ricordi, SRL 10963, 7")
- 1984 – Oh! Oh! Oh! (...va bene!)/Oh! Oh! Oh! (Che peperino rap) (CGD, 10566, 7")[18] - rielaborazioni di un singolo di Fausto Rossi del 1979
- 1990 – 63626... scemo/63626... scemo (strumentale) (Dischi Ricordi, SRL 11098, 7")
- 1990 – Te-O/Te-O (Five Record, FM 13268, 7") con Teo Teocoli